# Kopaczów
Kopaczów [kɔˈpatʂuf][kɔˈpat͡ʂuf] (în germană Oberullersdorf) este un sat în districtul administrativ Gmina Bogatynia, powiatul Zgorzelec, voievodatul Silezia Inferioară din sud-vestul Poloniei, în apropiere de granițele cu Republica Cehă și Germania. Anterior anului 1945 a aparținut Germaniei. După cel de-al Doilea Război Mondial populația de etnie germană a fost expulzată și înlocuită cu polonezi.
Această localitate se află la aproximativ 10 km sud-vest de Bogatynia, la 33 km sud de Zgorzelec și la 156 km vest de capitala regională Wrocław.